# Wahlkreis Kassel-Stadt I
Der Wahlkreis Kassel-Stadt I (Wahlkreis 3) ist ein hessischer Landtagswahlkreis im Westen der kreisfreien Stadt Kassel. Der Wahlkreis umfasst die Ortsteile Vorderer Westen, Wehlheiden, Bad Wilhelmshöhe, Brasselsberg, Süsterfeld-Helleböhn, Harleshausen, Kirchditmold, Oberzwehren, Nordshausen und Jungfernkopf.
Der Wahlkreis gilt als Hochburg der Grünen.

## Wahl 2023
| Ergebnis im Wahlkreis Kassel-Stadt I (Wahlkreis 3) bei der Landtagswahl vom 8. Oktober 2023 | Ergebnis im Wahlkreis Kassel-Stadt I (Wahlkreis 3) bei der Landtagswahl vom 8. Oktober 2023 | Ergebnis im Wahlkreis Kassel-Stadt I (Wahlkreis 3) bei der Landtagswahl vom 8. Oktober 2023 | Ergebnis im Wahlkreis Kassel-Stadt I (Wahlkreis 3) bei der Landtagswahl vom 8. Oktober 2023 | Ergebnis im Wahlkreis Kassel-Stadt I (Wahlkreis 3) bei der Landtagswahl vom 8. Oktober 2023 | Ergebnis im Wahlkreis Kassel-Stadt I (Wahlkreis 3) bei der Landtagswahl vom 8. Oktober 2023 |
|                                                                                             |                                                                                             | Wahlkreisstimme                                                                             | Wahlkreisstimme                                                                             | Landesstimme                                                                                | Landesstimme                                                                                |
| Anzahl                                                                                      | %                                                                                           | Anzahl                                                                                      | %                                                                                           |                                                                                             |                                                                                             |
| Bewerber                                                                                    | Partei                                                                                      | Anzahl                                                                                      | %                                                                                           | Anzahl                                                                                      | %                                                                                           |
| ------------------------------------------------------------------------------------------- | ------------------------------------------------------------------------------------------- | ------------------------------------------------------------------------------------------- | ------------------------------------------------------------------------------------------- | ------------------------------------------------------------------------------------------- | ------------------------------------------------------------------------------------------- |
| Wahlberechtigte                                                                             | Wahlberechtigte                                                                             | 69.862                                                                                      | 69.862                                                                                      | 69.862                                                                                      | 69.862                                                                                      |
| Wähler                                                                                      | Wähler                                                                                      | 46.732                                                                                      | 46.732                                                                                      | 46.732                                                                                      | 66,9 %                                                                                      |
| Ungültige Stimmen                                                                           | Ungültige Stimmen                                                                           | 834                                                                                         | 1,8                                                                                         | 569                                                                                         | 1,2                                                                                         |
| Gültige Stimmen                                                                             | Gültige Stimmen                                                                             | 45.898                                                                                      | 98,2                                                                                        | 46.163                                                                                      | 98,8                                                                                        |
| davon                                                                                       |                                                                                             |                                                                                             |                                                                                             |                                                                                             |                                                                                             |
| Alexander Grotov                                                                            | CDU                                                                                         | 12.079                                                                                      | 26,3                                                                                        | 12.070                                                                                      | 26,2                                                                                        |
| Vanessa Gronemann                                                                           | GRÜNE                                                                                       | 12.691                                                                                      | 27,7                                                                                        | 11.344                                                                                      | 24,6                                                                                        |
| Ron-Hendrik Hechelmann                                                                      | SPD                                                                                         | 8.636                                                                                       | 18,8                                                                                        | 8.211                                                                                       | 17,8                                                                                        |
| Norbert Hansmann                                                                            | AfD                                                                                         | 5.377                                                                                       | 11,7                                                                                        | 5.521                                                                                       | 12,0                                                                                        |
| Manuela Ernst                                                                               | FDP                                                                                         | 1.740                                                                                       | 3,8                                                                                         | 1.881                                                                                       | 4,1                                                                                         |
| Atila Sarikaya                                                                              | LINKE                                                                                       | 3.558                                                                                       | 7,8                                                                                         | 3.655                                                                                       | 7,9                                                                                         |
| Olaf Petersen                                                                               | Freie Wähler                                                                                | 1.342                                                                                       | 2,9                                                                                         | 985                                                                                         | 2,1                                                                                         |
|                                                                                             | Tierschutzpartei                                                                            |                                                                                             |                                                                                             | 665                                                                                         | 1,4                                                                                         |
|                                                                                             | Die PARTEI                                                                                  | 473                                                                                         | 1,0                                                                                         |                                                                                             |                                                                                             |
|                                                                                             | Piraten                                                                                     | 130                                                                                         | 0,3                                                                                         |                                                                                             |                                                                                             |
|                                                                                             | ÖDP                                                                                         | 112                                                                                         | 0,2                                                                                         |                                                                                             |                                                                                             |
|                                                                                             | P. f. schulm. Verjf.                                                                        | 40                                                                                          | 0,1                                                                                         |                                                                                             |                                                                                             |
|                                                                                             | V-Partei³                                                                                   | 141                                                                                         | 0,3                                                                                         |                                                                                             |                                                                                             |
|                                                                                             | PdH                                                                                         | 72                                                                                          | 0,2                                                                                         |                                                                                             |                                                                                             |
|                                                                                             | ABG                                                                                         | 33                                                                                          | 0,1                                                                                         |                                                                                             |                                                                                             |
|                                                                                             | APPD                                                                                        | 32                                                                                          | 0,1                                                                                         |                                                                                             |                                                                                             |
| Susanne Hennemuth                                                                           | Basis                                                                                       | 326                                                                                         | 0,7                                                                                         | 308                                                                                         | 0,7                                                                                         |
|                                                                                             | DKP                                                                                         |                                                                                             |                                                                                             | 52                                                                                          | 0,1                                                                                         |
|                                                                                             | DIE NEUE MITTE                                                                              | 22                                                                                          | 0,1                                                                                         |                                                                                             |                                                                                             |
|                                                                                             | Volt                                                                                        | 322                                                                                         | 0,7                                                                                         |                                                                                             |                                                                                             |
| Felix Koch                                                                                  | Klimaliste                                                                                  | 112                                                                                         | 0,2                                                                                         | 94                                                                                          | 0,2                                                                                         |
| Abdullhadi Husein                                                                           | Solibew                                                                                     | 37                                                                                          | 0,1                                                                                         |                                                                                             |                                                                                             |

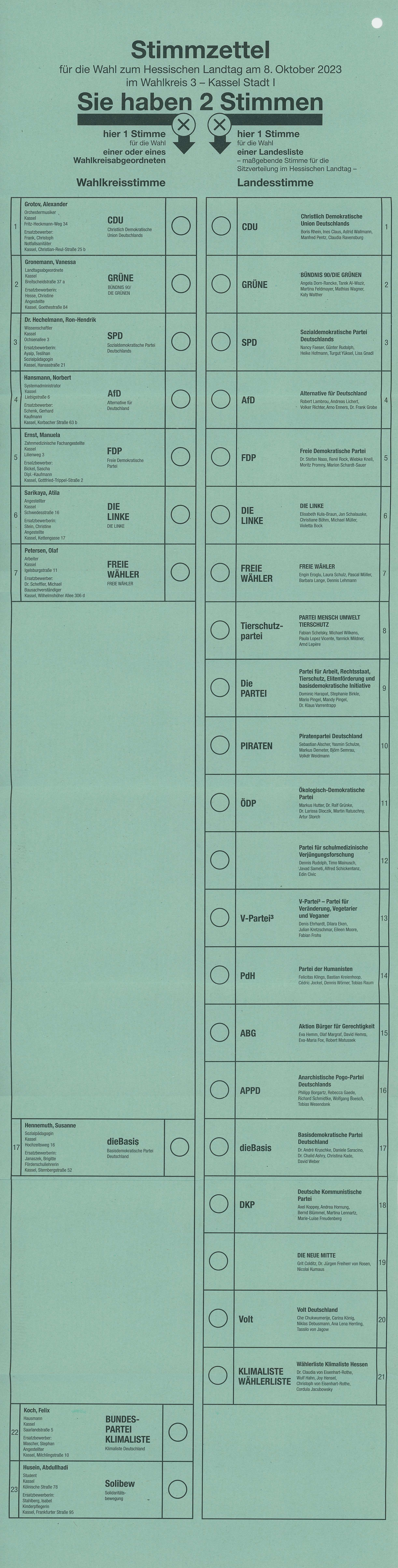
Stimmzettel zur Landtagswahl 2023 im Wahlkreis 3 Kassel-Stadt I

Die wiedergewählte Wahlkreisabgeordnete Vanessa Gronemann (Grüne) vertritt den Wahlkreis im Landtag.

## Wahl 2018
| Gegenstand der Nachweisung       | Gegenstand der Nachweisung | Wahlkreis- stimmen | Wahlkreis- stimmen | Landes- stimmen | Landes- stimmen |
| Kreiswahlbewerber/in             | Partei                     | Anzahl             | %                  | Anzahl          | %               |
| -------------------------------- | -------------------------- | ------------------ | ------------------ | --------------- | --------------- |
| Wahlberechtigte                  | Wahlberechtigte            | 70.982             | 100,0              | 70.982          | 100,0           |
| Wähler                           | Wähler                     | 48.889             | 68,9               | 48.889          | 68,9            |
| Ungültige Stimmen                | Ungültige Stimmen          | 918                | 1,9                | 810             | 1,7             |
| Gültige Stimmen                  | Gültige Stimmen            | 47.971             | 100,0              | 48.079          | 100,0           |
| davon                            |                            |                    |                    |                 |                 |
| Eva Kühne-Hörmann                | CDU                        | 10.434             | 21,8               | 9.808           | 20,4            |
| Patrick Hartmann                 | SPD                        | 11.134             | 23,3               | 9.813           | 20,4            |
| Vanessa Gronemann                | GRÜNE                      | 12.762             | 26,8               | 13.563          | 28,2            |
| Norbert Domes                    | LINKE                      | 4.651              | 9,7                | 5.292           | 11,0            |
| Thorsten Schneider               | FDP                        | 2.668              | 5,4                | 2.854           | 5,9             |
| Manfred Mattis                   | AfD                        | 4.143              | 8,7                | 4.323           | 9,0             |
| Robin Geddert                    | PIRATEN                    | 392                | 0,8                | 266             | 0,6             |
| Christian Bruno von Klobuczynski | Freie Wähler               | 1.092              | 2,3                | 844             | 1,8             |
| –                                | NPD                        | x                  | x                  | 36              | 0,1             |
| Sören Magerkort                  | Die PARTEI                 | 466                | 1,0                | 309             | 0,6             |
| –                                | ödp                        | x                  | x                  | 132             | 0,3             |
| –                                | Die Grauen                 | x                  | x                  | 60              | 0,1             |
| –                                | BüSo                       | x                  | x                  | 9               | 0,0             |
| –                                | AD-Demokraten              | x                  | x                  | 79              | 0,2             |
| –                                | Bündnis C                  | x                  | x                  | 62              | 0,1             |
| –                                | BGE                        | x                  | x                  | 95              | 0,2             |
| –                                | Die Violetten              | x                  | x                  | 29              | 0,1             |
| –                                | LKR                        | x                  | x                  | 16              | 0,0             |
| –                                | Menschliche Welt           | x                  | x                  | 28              | 0,1             |
| –                                | Die Humanisten             | x                  | x                  | 16              | 0,0             |
| –                                | LKR                        | x                  | x                  | 41              | 0,1             |
| –                                | Gesundheitsforschung       | x                  | x                  | 33              | 0,1             |
| –                                | Tierschutzpartei           | x                  | x                  | 1319            | 0,7             |
| –                                | V-Partei³                  | x                  | x                  | 65              | 0,1             |
| Nora von der Decken              | DiB                        | 168                | 0,4                | x               | x               |

## Wahl 2013
Kurz nach Schließung der Wahllokale wurde bekannt, dass bis zu 299 Wahlzettel falsch ausgefüllt wurden. Im Wahlkreis Kassel-Ost waren versehentlich die Stimmzettel aus dem Wahlkreis Kassel-West an die Wähler ausgegeben worden. Die Erststimmen dieser Wahlzettel wurden für ungültig erklärt, teilte der Kreiswahlleiter mit.
| Gegenstand der Nachweisung | Gegenstand der Nachweisung | Wahlkreis- stimmen | Wahlkreis- stimmen | Landes- stimmen | Landes- stimmen |
| Kreiswahlbewerber/in       | Partei                     | Anzahl             | %                  | Anzahl          | %               |
| -------------------------- | -------------------------- | ------------------ | ------------------ | --------------- | --------------- |
| Wahlberechtigte            | Wahlberechtigte            | 71.787             | 100,0              | 71.787          | 100,0           |
| Wähler                     | Wähler                     | 53.455             | 74,5               | 53.455          | 74,5            |
| Ungültige Stimmen          | Ungültige Stimmen          | 1.657              | 3,1                | 1.256           | 2,3             |
| Gültige Stimmen            | Gültige Stimmen            | 51.798             | 100,0              | 52.199          | 100,0           |
| davon                      |                            |                    |                    |                 |                 |
| Eva Kühne-Hörmann          | CDU                        | 16.797             | 32,4               | 15.391          | 29,5            |
| Uwe Frankenberger          | SPD                        | 18.237             | 35,2               | 16.397          | 31,4            |
| Cornelia Janusch           | FDP                        | 1.335              | 2,6                | 2.198           | 4,2             |
| Karin Müller               | GRÜNE                      | 8.630              | 16,7               | 9.729           | 18,6            |
| Norbert Domes              | LINKE                      | 4.502              | 8,7                | 4.441           | 8,5             |
| Lars Rosinsky              | Freie Wähler               | 898                | 1,7                | 430             | 0,8             |
|                            | NPD                        | x                  | x                  | 278             | 0,5             |
|                            | REP                        | x                  | x                  | 48              | 0,1             |
| Helmut Seguin              | PIRATEN                    | 1.117              | 2,2                | 1.088           | 2,1             |
|                            | BüSo                       | x                  | x                  | 13              | 0,0             |
|                            | ADd                        | x                  | x                  | 79              | 0,2             |
|                            | Die Grauen                 | x                  | x                  | 45              | 0,1             |
|                            | AfD                        | x                  | x                  | 1.646           | 3,2             |
|                            | AVIP                       | x                  | x                  | 20              | 0,0             |
|                            | LUPe                       | x                  | x                  | 11              | 0,0             |
|                            | ödp                        | x                  | x                  | 112             | 0,2             |
|                            | Die PARTEI                 | x                  | x                  | 255             | 0,5             |
|                            | PSG                        | x                  | x                  | 18              | 0,0             |

Neben Uwe Frankenberger als Gewinner des Direktmandats sind aus dem Wahlkreis noch Eva Kühne-Hörmann und Karin Müller über die jeweilige Landesliste in den Landtag eingezogen.

## Wahl 2009
Wahlberechtigt waren 71.309 der rund 92.000 Einwohner des Wahlkreises.
|                   | Partei            | Wahlkreis- stimmen | Wahlkreis- stimmen | Landes- stimmen | Landes- stimmen |
| Anzahl            | Partei            | %                  | Anzahl             | %               |                 |
| ----------------- | ----------------- | ------------------ | ------------------ | --------------- | --------------- |
| Wahlberechtigte   | Wahlberechtigte   | 71.309             | 100,0              | 71.309          | 100,0           |
| Wähler            | Wähler            | 44.533             | 62,5               | 44.533          | 62,5            |
| Ungültige Stimmen | Ungültige Stimmen | 1.441              | 3,2                | 1.162           | 2,6             |
| Gültige Stimmen   | Gültige Stimmen   | 43.092             | 100,0              | 43.371          | 100,0           |
| davon             |                   |                    |                    |                 |                 |
| Eva Kühne-Hörmann | CDU               | 13.962             | 32,4               | 12.468          | 28,7            |
| Uwe Frankenberger | SPD               | 13.623             | 31,6               | 11.155          | 25,7            |
| Matthias Nölke    | FDP               | 4.258              | 9,9                | 5.966           | 13,8            |
| Andreas Jürgens   | GRÜNE             | 8.226              | 19,1               | 9.432           | 21,7            |
| Axel Selbert      | LINKE             | 3.023              | 7,0                | 3.329           | 7,7             |
|                   | REP               | –                  | –                  | 118             | 0,3             |
|                   | FREIE WÄHLER      | –                  | –                  | 420             | 1,0             |
|                   | NPD               | –                  | –                  | 175             | 0,4             |
|                   | PIRATEN           | –                  | –                  | 239             | 0,6             |
|                   | BüSo              | –                  | –                  | 69              | 0,2             |

Neben Eva Kühne-Hörmann (CDU) als Gewinnerin des Direktmandats sind aus dem Wahlkreis noch Uwe Frankenberger (SPD) und Andreas Jürgens (Grüne) über die Landeslisten in den Landtag eingezogen.

## Wahl 2008
|                      | Partei               | Wahlkreis- stimmen | Wahlkreis- stimmen | Landes- stimmen | Landes- stimmen |
| Anzahl               | Partei               | %                  | Anzahl             | %               |                 |
| -------------------- | -------------------- | ------------------ | ------------------ | --------------- | --------------- |
| Wahlberechtigte      | Wahlberechtigte      | 71.153             | 100,0              | 71.153          | 100,0           |
| Wähler               | Wähler               | 46.064             | 64,7               | 46.064          | 64,7            |
| Ungültige Stimmen    | Ungültige Stimmen    | 1.175              | 2,6                | 953             | 2,1             |
| Gültige Stimmen      | Gültige Stimmen      | 44.889             | 100,0              | 45.111          | 100,0           |
| davon                |                      |                    |                    |                 |                 |
| Eva Kühne-Hörmann    | CDU                  | 12.953             | 28,9               | 12.085          | 26,8            |
| Uwe Frankenberger    | SPD                  | 18.005             | 40,1               | 18.008          | 39,9            |
| Andreas Jürgens      | GRÜNE                | 7.284              | 16,2               | 6.381           | 14,1            |
| Tobias Kretschmer    | FDP                  | 2.976              | 6,6                | 3.858           | 8,6             |
| Manfred von Reetnitz | REP                  | 454                | 1,0                | 254             | 0,6             |
|                      | Die Tierschutzpartei | –                  | –                  | 231             | 0,5             |
|                      | BüSo                 | –                  | –                  | 17              | 0,0             |
|                      | PSG                  | –                  | –                  | 18              | 0,0             |
|                      | Volksabstimmung      | –                  | –                  | 48              | 0,1             |
|                      | GRAUE                | –                  | –                  | 63              | 0,1             |
| Axel Selbert         | LINKE                | 2.809              | 6,3                | 3.519           | 7,8             |
|                      | Die Violetten        | –                  | –                  | 77              | 0,2             |
|                      | FAMILIE              | –                  | –                  | 111             | 0,2             |
| Lars Rosinsky        | FREIE WÄHLER         | 408                | 0,9                | 196             | 0,4             |
|                      | NPD                  | –                  | –                  | 146             | 0,3             |
|                      | PIRATEN              | –                  | –                  | 85              | 0,2             |
|                      | UB                   | –                  | –                  | 14              | 0,0             |

## Wahl 2003
|                            | Partei               | Wahlkreis- stimmen | Wahlkreis- stimmen | Landes- stimmen | Landes- stimmen |
| Anzahl                     | Partei               | %                  | Anzahl             | %               |                 |
| -------------------------- | -------------------- | ------------------ | ------------------ | --------------- | --------------- |
| Wahlberechtigte            | Wahlberechtigte      | 70.473             | 100,0              | 70.473          | 100,0           |
| Wähler                     | Wähler               | 46.221             | 65,6               | 46.221          | 65,6            |
| Ungültige Stimmen          | Ungültige Stimmen    | 1.093              | 2,4                | 723             | 1,6             |
| Gültige Stimmen            | Gültige Stimmen      | 45.128             | 100,0              | 45.498          | 100,0           |
| davon                      |                      |                    |                    |                 |                 |
| Eva Kühne-Hörmann          | CDU                  | 19.303             | 42,8               | 17.828          | 39,2            |
| Uwe Frankenberger          | SPD                  | 15.270             | 33,8               | 13.769          | 30,3            |
| Ruth Fürsch                | GRÜNE                | 8.071              | 17,9               | 8.913           | 19,6            |
| Ilka Müller-Jastrzembowski | FDP                  | 2.484              | 5,5                | 3.591           | 7,9             |
|                            | REP                  | –                  | –                  | 252             | 0,6             |
|                            | Die Tierschutzpartei | –                  | –                  | 277             | 0,6             |
|                            | DIE FRAUEN           | –                  | –                  | 118             | 0,3             |
|                            | PBC                  | –                  | –                  | 78              | 0,2             |
|                            | DKP                  | –                  | –                  | 141             | 0,3             |
|                            | ödp                  | –                  | –                  | 48              | 0,1             |
|                            | BüSo                 | –                  | –                  | 26              | 0,1             |
|                            | FAG Hessen           | –                  | –                  | 186             | 0,4             |
|                            | PSG                  | –                  | –                  | 25              | 0,1             |
|                            | Schill               | –                  | –                  | 246             | 0,5             |

## Wahl 1999
|                     | Partei               | Wahlkreis- stimmen | Wahlkreis- stimmen | Landes- stimmen | Landes- stimmen |
| Anzahl              | Partei               | %                  | Anzahl             | %               |                 |
| ------------------- | -------------------- | ------------------ | ------------------ | --------------- | --------------- |
| Wahlberechtigte     | Wahlberechtigte      | 70.409             | 100,0              | 70.409          | 100,0           |
| Wähler              | Wähler               | 48.297             | 68,6               | 48.297          | 68,6            |
| Ungültige Stimmen   | Ungültige Stimmen    | 705                | 1,5                | 768             | 1,6             |
| Gültige Stimmen     | Gültige Stimmen      | 47.592             | 100,0              | 47.529          | 100,0           |
| davon               |                      |                    |                    |                 |                 |
| Eva Kühne-Hörmann   | CDU                  | 19.030             | 40,0               | 17.896          | 37,7            |
| Hans Eichel         | SPD                  | 21.838             | 45,9               | 19.006          | 40,0            |
| Josef Dreiseitel    | GRÜNE                | 4.405              | 9,3                | 6.366           | 13,4            |
| Heinz-Gunter Drubel | F.D.P.               | 1.487              | 3,1                | 2.642           | 5,6             |
| Ines Plappert       | REP                  | 702                | 1,5                | 642             | 1,4             |
|                     | Die Tierschutzpartei | –                  | –                  | 201             | 0,4             |
|                     | DIE FRAUEN           | –                  | –                  | 116             | 0,2             |
|                     | PASS                 | –                  | –                  | 54              | 0,1             |
|                     | DKP                  | –                  | –                  | 105             | 0,2             |
|                     | BüSo                 | –                  | –                  | 2               | 0,0             |
|                     | FWG                  | –                  | –                  | 171             | 0,4             |
|                     | PBC                  | –                  | –                  | 56              | 0,1             |
|                     | DHP                  | –                  | –                  | 6               | 0,0             |
| Siegrid Linke       | NATURGESETZ          | 130                | 0,3                | 62              | 0,1             |
|                     | ödp                  | –                  | –                  | 45              | 0,1             |
|                     | NPD                  | –                  | –                  | 45              | 0,1             |
|                     | BFB-Die Offensive    | –                  | –                  | 114             | 0,2             |

## Wahl 1995
|                    | Partei            | Wahlkreis- stimmen | Wahlkreis- stimmen | Landes- stimmen | Landes- stimmen |
| Anzahl             | Partei            | %                  | Anzahl             | %               |                 |
| ------------------ | ----------------- | ------------------ | ------------------ | --------------- | --------------- |
| Wahlberechtigte    | Wahlberechtigte   | 71.965             | 100,0              | 71.965          | 100,0           |
| Wähler             | Wähler            | 49.665             | 69,0               | 49.665          | 69,0            |
| Ungültige Stimmen  | Ungültige Stimmen | 835                | 1,7                | 812             | 1,6             |
| Gültige Stimmen    | Gültige Stimmen   | 48.830             | 100,0              | 48.853          | 100,0           |
| davon              |                   |                    |                    |                 |                 |
| Hans Eichel        | SPD               | 19.113             | 39,1               | 16.946          | 34,7            |
| Eva Kühne-Hörmann  | CDU               | 19.197             | 39,3               | 17.356          | 35,5            |
| Volker Schäfer     | GRÜNE             | 6.928              | 14,2               | 8.610           | 17,6            |
| Renate Fricke      | F.D.P.            | 2.650              | 5,4                | 4.469           | 9,1             |
|                    | ÖDP               | –                  | –                  | 58              | 0,1             |
| Christa Klose      | GRAUE             | 482                | 1,0                | 326             | 0,7             |
|                    | REP               | –                  | –                  | 508             | 1,0             |
|                    | Solidarität       | –                  | –                  | 3               | 0,0             |
|                    | APD               | –                  | –                  | 69              | 0,1             |
|                    | DKP               | –                  | –                  | 75              | 0,2             |
|                    | NPD               | –                  | –                  | 49              | 0,1             |
| Hans Behrmann      | DHP               | 79                 | 0,2                | 31              | 0,1             |
|                    | f.NEP             | –                  | –                  | 16              | 0,0             |
| Karin Bau-Hufnagel | NATURGESETZ       | 124                | 0,3                | 77              | 0,2             |
|                    | BFB               | –                  | –                  | 53              | 0,1             |
|                    | PBC               | –                  | –                  | 87              | 0,2             |
| Klaus Vivell       | STATT Partei      | 257                | 0,5                | 120             | 0,2             |

## Wahl 1991
|                   | Partei            | Wahlkreis- stimmen | Wahlkreis- stimmen | Landes- stimmen | Landes- stimmen |
| Anzahl            | Partei            | %                  | Anzahl             | %               |                 |
| ----------------- | ----------------- | ------------------ | ------------------ | --------------- | --------------- |
| Wahlberechtigte   | Wahlberechtigte   | 74.057             | 100,0              | 74.057          | 100,0           |
| Wähler            | Wähler            | 54.216             | 73,2               | 54.216          | 73,2            |
| Ungültige Stimmen | Ungültige Stimmen | 1.063              | 2,0                | 846             | 1,6             |
| Gültige Stimmen   | Gültige Stimmen   | 53.153             | 100,0              | 53.370          | 100,0           |
| davon             |                   |                    |                    |                 |                 |
| Georg Lewandowski | CDU               | 20.475             | 38,5               | 19.507          | 36,6            |
| Hans Eichel       | SPD               | 22.549             | 42,4               | 20.462          | 38,3            |
| Reinhold Weist    | GRÜNE             | 5.475              | 10,3               | 7.188           | 13,5            |
| Alfred Schmidt    | F.D.P.            | 4.654              | 8,8                | 5.079           | 9,5             |
|                   | REP               | –                  | –                  | 611             | 1,1             |
|                   | DIE GRAUEN        | –                  | –                  | 310             | 0,6             |
|                   | ÖDP               | –                  | –                  | 137             | 0,3             |
|                   | PBC               | –                  | –                  | 76              | 0,1             |

## Wahl 1987
|                     | Partei            | Anzahl | %     |
| ------------------- | ----------------- | ------ | ----- |
| Wahlberechtigte     | Wahlberechtigte   | 73.847 | 100,0 |
| Wähler              | Wähler            | 60.248 | 81,6  |
| Ungültige Stimmen   | Ungültige Stimmen | 471    | 0,8   |
| Gültige Stimmen     | Gültige Stimmen   | 59.777 | 100,0 |
| davon               |                   |        |       |
| Hans Krollmann      | SPD               | 23.407 | 39,2  |
| Wolfgang Windfuhr   | CDU               | 22.329 | 37,4  |
| Alfred Schmidt      | F.D.P.            | 5.584  | 9,3   |
| Reinhold Weist      | GRÜNE             | 8.070  | 13,5  |
| Burghardt Hollstein | DKP               | 209    | 0,3   |
| Erika Guentsch      | Frauen            | 178    | 0,3   |

## Wahl 1983
|                   | Partei            | Anzahl | %     |
| ----------------- | ----------------- | ------ | ----- |
| Wahlberechtigte   | Wahlberechtigte   | 73.486 | 100,0 |
| Wähler            | Wähler            | 62.370 | 84,9  |
| Ungültige Stimmen | Ungültige Stimmen | 451    | 0,7   |
| Gültige Stimmen   | Gültige Stimmen   | 61.919 | 100,0 |
| davon             |                   |        |       |
| Wolfgang Windfuhr | CDU               | 21.002 | 33,9  |
| Hans Krollmann    | SPD               | 28.367 | 45,8  |
| Reinhold Weist    | GRÜNE             | 5.388  | 8,7   |
| Alfred Schmidt    | F.D.P.            | 6.544  | 10,6  |
| Otto Pschera      | DKP               | 245    | 0,4   |
| Achim Pletzer     | LD                | 302    | 0,5   |
| Karl-Heinz Nagel  | DS                | 43     | 0,1   |
| Rosa Kunz         | EAP               | 28     | 0,0   |

## Wahl 1982
|                   | Partei            | Anzahl | %     |
| ----------------- | ----------------- | ------ | ----- |
| Wahlberechtigte   | Wahlberechtigte   | 73.469 | 100,0 |
| Wähler            | Wähler            | 64.414 | 87,7  |
| Ungültige Stimmen | Ungültige Stimmen | 515    | 0,8   |
| Gültige Stimmen   | Gültige Stimmen   | 63.899 | 100,0 |
| davon             |                   |        |       |
| Wolfgang Windfuhr | CDU               | 27.351 | 42,8  |
| Hans Krollmann    | SPD               | 27.128 | 42,5  |
| Alfred Schmidt    | F.D.P.            | 2.321  | 3,6   |
| Otto Pschera      | DKP               | 317    | 0,5   |
| Ingrid Weber      | EAP               | 61     | 0,1   |
| Horst Kuhley      | GRÜNE             | 6.718  | 10,5  |

## Wahl 1978
|                   | Partei            | Anzahl | %     |
| ----------------- | ----------------- | ------ | ----- |
| Wahlberechtigte   | Wahlberechtigte   | 74.673 | 100,0 |
| Wähler            | Wähler            | 65.758 | 88,1  |
| Ungültige Stimmen | Ungültige Stimmen | 344    | 0,5   |
| Gültige Stimmen   | Gültige Stimmen   | 65.414 | 100,0 |
| davon             |                   |        |       |
| Wolfgang Windfuhr | CDU               | 28.412 | 43,4  |
| Hans Krollmann    | SPD               | 28.858 | 44,1  |
| Alfred Schmidt    | F.D.P.            | 5.336  | 8,2   |
| Wolfgang Rudolph  | DKP               | 340    | 0,5   |
| Hans-Jörg Blöhe   | NPD               | 144    | 0,2   |
| Rüdiger Rumpf     | EAP               | 12     | 0,0   |
| Gisela Sold       | KBW               | 37     | 0,1   |
| Gottfried Büttner | GAZ               | 1.202  | 1,8   |
| Reinhold Weist    | GLH               | 1.042  | 1,6   |
| Anton Jatsch      | FWG               | 31     | 0,0   |

## Wahl 1974
|                    | Partei            | Anzahl | %     |
| ------------------ | ----------------- | ------ | ----- |
| Wahlberechtigte    | Wahlberechtigte   | 76.339 | 100,0 |
| Wähler             | Wähler            | 64.845 | 84,9  |
| Ungültige Stimmen  | Ungültige Stimmen | 424    | 0,7   |
| Gültige Stimmen    | Gültige Stimmen   | 64.421 | 100,0 |
| davon              |                   |        |       |
| Hans Krollmann     | SPD               | 27.567 | 42,8  |
| Wolfgang Windfuhr  | CDU               | 29.108 | 45,2  |
| Alfred Schmidt     | FDP               | 6.549  | 10,2  |
| Heinrich Schade    | DKP               | 498    | 0,8   |
| Wilfried Geike     | KBW               | 124    | 0,2   |
| Hans Hartmann      | NPD               | 432    | 0,7   |
| Heiner Brinckemper | KPD               | 143    | 0,2   |

## Wahl 1970
|                    | Partei            | Anzahl | %     |
| ------------------ | ----------------- | ------ | ----- |
| Wahlberechtigte    | Wahlberechtigte   | 79.378 | 100,0 |
| Wähler             | Wähler            | 65.590 | 82,6  |
| Ungültige Stimmen  | Ungültige Stimmen | 380    | 0,6   |
| Gültige Stimmen    | Gültige Stimmen   | 65.210 | 100,0 |
| davon              |                   |        |       |
| Hans Krollmann     | SPD               | 28.960 | 44,4  |
| Rudolf Lucas       | CDU               | 24.010 | 36,8  |
| Otto Dockhorn      | FDP               | 9.950  | 15,3  |
| Werner Fischer     | NPD               | 1.323  | 2,0   |
| Joachim Boczkowski | DKP               | 752    | 1,2   |
| Claus Fahske       | EP                | 215    | 0,3   |

## Bisherige Wahlkreissieger
Direkt gewählte Abgeordnete des Wahlkreises Kassel-Stadt I waren:
| Jahr | Wahlkreisname                | Gebiet | Direktkandidat    | Partei | Stimmen in % |
| ---- | ---------------------------- | --- | ----------------- | ------ | ------------ |
| 2023 | Wahlkreis 3 – Kassel-Stadt I | die Ortsbezirke 3 West, 4 Wehlheiden, 5 Wilhelmshöhe/Wahlershausen, 6 Brasselsberg, 7 Süsterfelden/Helleböhn, 8 Harleshausen, 9 Kirchditmold, 20 Oberzwehren, 21 Nordshausen, 22 Jungfernkopf der kreisfreien Stadt Kassel | Vanessa Gronemann | GRÜNE  | 27,7         |
| 2018 | Wahlkreis 3 – Kassel-Stadt I | die Ortsbezirke 3 West, 4 Wehlheiden, 5 Wilhelmshöhe/Wahlershausen, 6 Brasselsberg, 7 Süsterfelden/Helleböhn, 8 Harleshausen, 9 Kirchditmold, 20 Oberzwehren, 21 Nordshausen, 22 Jungfernkopf der kreisfreien Stadt Kassel | Vanessa Gronemann | GRÜNE  | 26,7         |
| 2013 | Wahlkreis 3 – Kassel-Stadt I | die Ortsbezirke 3 West, 4 Wehlheiden, 5 Wilhelmshöhe/Wahlershausen, 6 Brasselsberg, 7 Süsterfelden/Helleböhn, 8 Harleshausen, 9 Kirchditmold, 20 Oberzwehren, 21 Nordshausen, 22 Jungfernkopf der kreisfreien Stadt Kassel | Uwe Frankenberger | SPD    | 35,2         |
| 2009 | Wahlkreis 3 – Kassel-Stadt I | die Ortsbezirke 3 West, 4 Wehlheiden, 5 Wilhelmshöhe/Wahlershausen, 6 Brasselsberg, 7 Süsterfelden/Helleböhn, 8 Harleshausen, 9 Kirchditmold, 20 Oberzwehren, 21 Nordshausen, 22 Jungfernkopf der kreisfreien Stadt Kassel | Eva Kühne-Hörmann | CDU    | 32,4         |
| 2008 | Wahlkreis 3 – Kassel-Stadt I | die Ortsbezirke 3 West, 4 Wehlheiden, 5 Wilhelmshöhe/Wahlershausen, 6 Brasselsberg, 7 Süsterfelden/Helleböhn, 8 Harleshausen, 9 Kirchditmold, 20 Oberzwehren, 21 Nordshausen, 22 Jungfernkopf der kreisfreien Stadt Kassel | Uwe Frankenberger | SPD    | 40,1         |
| 2003 | Wahlkreis 3 – Kassel-Stadt I | die Ortsbezirke 3 West, 4 Wehlheiden, 5 Wilhelmshöhe/Wahlershausen, 6 Brasselsberg, 7 Süsterfelden/Helleböhn, 8 Harleshausen, 9 Kirchditmold, 20 Oberzwehren, 21 Nordshausen, 22 Jungfernkopf der kreisfreien Stadt Kassel | Eva Kühne-Hörmann | CDU    | 42,8         |
| 1999 | Wahlkreis 3 – Kassel-Stadt I | die Ortsbezirke 3 West, 4 Wehlheiden, 5 Wilhelmshöhe/Wahlershausen, 6 Brasselsberg, 7 Süsterfelden/Helleböhn, 8 Harleshausen, 9 Kirchditmold, 20 Oberzwehren, 21 Nordshausen, 22 Jungfernkopf der kreisfreien Stadt Kassel | Hans Eichel       | SPD    | 45,9         |
| 1995 | Wahlkreis 3 – Kassel-Stadt I | die Ortsbezirke 3 West, 4 Wehlheiden, 5 Wilhelmshöhe/Wahlershausen, 6 Brasselsberg, 7 Süsterfelden/Helleböhn, 8 Harleshausen, 9 Kirchditmold, 20 Oberzwehren, 21 Nordshausen, 22 Jungfernkopf der kreisfreien Stadt Kassel | Eva Kühne-Hörmann | CDU    | 39,3         |
| 1991 | Wahlkreis 3 – Kassel-Stadt I | die Stadtteile 2 West, 3 Wilhelmshöhe, 4 Nordwest und das westlich der Main-Weser-Bahn gelegene Gebiet des Stadtteils 8 Süd der kreisfreien Stadt Kassel                                                                   | Hans Eichel       | SPD    | 42,4         |
| 1987 | Wahlkreis 3 – Kassel-Stadt I | die Stadtteile 2 West, 3 Wilhelmshöhe, 4 Nordwest und das westlich der Main-Weser-Bahn gelegene Gebiet des Stadtteils 8 Süd der kreisfreien Stadt Kassel                                                                   | Hans Krollmann    | SPD    | 39,2         |
| 1983 | Wahlkreis 3 – Kassel-Stadt I | die Stadtteile 2 West, 3 Wilhelmshöhe, 4 Nordwest und das westlich der Main-Weser-Bahn gelegene Gebiet des Stadtteils 8 Süd der kreisfreien Stadt Kassel                                                                   | Hans Krollmann    | SPD    | 45,8         |
| 1982 | Wahlkreis 4                  | die Stadtteile 2 West, 3 Wilhelmshöhe, 4 Nordwest und das westlich der Main-Weser-Bahn gelegene Gebiet des Stadtteils 8 Süd der kreisfreien Stadt Kassel                                                                   | Wolfgang Windfuhr | CDU    | 42,8         |
| 1978 | Wahlkreis 4                  | die Stadtteile 2 West, 3 Wilhelmshöhe, 4 Nordwest und das westlich der Main-Weser-Bahn gelegene Gebiet des Stadtteils 8 Süd der kreisfreien Stadt Kassel                                                                   | Hans Krollmann    | SPD    | 44,1         |
| 1974 | Wahlkreis 4                  | die Stadtteile 2 West, 3 Wilhelmshöhe, 4 Nordwest und das westlich der Main-Weser-Bahn gelegene Gebiet des Stadtteils 8 Süd der kreisfreien Stadt Kassel                                                                   | Wolfgang Windfuhr | CDU    | 45,2         |
| 1970 | Wahlkreis 4                  | die Stadtteile 2 West, 3 Wilhelmshöhe, 4 Nordwest und die Vororte Nordshausen und Oberzwehren des Stadtteils 8 Süd der kreisfreien Stadt Kassel                                                                            | Hans Krollmann    | SPD    | 44,4         |